# Fram (skepp)
Fram är ett skepp som använts av norska upptäckare i Arktis och Antarktis mellan 1893 och 1912. Fram byggdes för att bli det starkaste skeppet någonsin för att kunna motstå isen. Det byggdes med en form sådan att det lyftes upp om det klämdes i isen.
Det var Fridtjof Nansen som tog initiativet till att bygga Fram, och han gav uppdraget till Colin Archer från Larvik i Norge. Nansen ville ha skeppet byggt för sin planlagda färd till Nordpolen, där han hade för avsikt att låta skeppet frysa in i isen och driva med isen till Nordpolen. Fridtjof Nansens Fram-expedition misslyckades med att nå Nordpolen, men metoden fungerade i princip och fartyget skruvades inte ned i isen.
År 1911 transporterade Fram den expedition som under Roald Amundsens ledning blev den som först nådde Sydpolen.
Däremellan hade Fram fungerat som expeditionsfartyg 1898–1902 under Otto Sverdrup, som var kapten under Nansens första expedition. Den expeditionen till nordvästra Grönland och östra Kanada utforskade 150 000 km² och Fram tvingades till fyra övervintringar innan expeditionen kunde återvända.
Fram är det skepp byggt av trä, som har seglat längst nord och längst syd, och är fortfarande bevarat på Frammuseet på Bygdøy i Oslo. 
Fram var på sin tredje expedition 1910 utrustad med en modern fartygsdiesel på 180 hästkrafter, som levererades av AB Diesel Motorer i Sickla.